# Women’s Auxiliary Air Force
WAAF (Women’s Auxiliary Air Force) – żeńska służba pomocnicza w Royal Air Force, siłach powietrznych Wielkiej Brytanii. Założona w czerwcu 1939 roku, miała swój udział w bitwie o Anglię.
Jednostka ta wykonywała te same zadania co mężczyźni, z wyjątkiem walki i latania samolotami bojowymi. Ich główne obowiązki koncentrowały się na balonach zaporowych. Ukryte w schronach prowadziły także obserwacje liczby i położenia samolotów Luftwaffe, a dane z obserwacji przekazywały do dowództwa myśliwców. W czasie wybuchu II wojny światowej liczebność WAAF-u wynosiła 1700 osób. Cztery lata później, w 1943 roku liczba ta wzrosła do około 180 000 osób.
Podobne zadania w brytyjskich wojskach lądowych spełniały formacje Auxiliary Territorial Service (ATS), a w marynarce wojennej Women’s Royal Naval Service (WRNS, popularnie Wrens po polsku wrenki). Członkinią ATS była – między innymi – księżniczka Elżbieta, późniejsza królowa brytyjska, Elżbieta II, służąca w roku 1945 jako kierowca i mechanik samochodowy.
Odpowiednikiem WAAF w czasie wojny była polska Pomocnicza Służba Kobiet (PSK, Pestki), pomocnicza formacja wojskowa, powstawała pod koniec 1941 z inicjatywy gen. Władysława Andersa, podczas tworzenia Polskich Sił Zbrojnych na terenie Związku Sowieckiego.
Do zadań kobiet służących w PSK należało: opatrywanie rannych, obsługa szpitali i kuchni, praca w szkołach dla sierot wojennych. Pracowały również jako sekretarki w sztabach i świetliczanki. W momencie najwyższej liczebności w szeregach PSK służyło około siedmiu tysięcy ochotniczek.